# Ato do Governo da Irlanda de 1920
O Ato de Governo da Irlanda de 1920 foi uma lei aprovada pelo parlamento do Reino Unido da Grã-Bretanha e Irlanda que fez da Irlanda do Norte uma entidade política separada no ano seguinte, 1921. O governo britânico, liderado por David Lloyd George, aprovou esta lei pois temia uma guerra civil entre a Irlanda do Sul e a Irlanda do Norte, além de ter sido confrontado pelas diferentes demandas de nacionalistas irlandeses (que exigiam um parlamento autônomo para o governo da ilha) e unionistas (que não queriam um governo autônomo).